# Nam Bắc phiên giới địa đồ
Nam Bắc phiên giới địa đồ  (1172) là tác phẩm ghi lại địa lý, hình thế núi sông phong vật của Đại Việt khi vua Lý Anh Tông đi tuần du. Vua Lý Anh Tông được xem là vị vua đầu tiên chú ý đến cả vùng hải đảo.
Tác phẩm này đã bị thất truyền và không rõ tác giả. Tác phẩm này được coi là tác phẩm đầu tiên về địa lý của Việt Nam.